# Karamjeet Singh Judge
Karamjeet Singh Judge, född den född 25 maj 1923, stupad i strid den 18 mars 1945, var en löjtnant vid 15th Punjab Regiment, Brittisk-indiska armén. Han belönades postumt med Viktoriakorset när han som plutonchef i Burma, ledde sin pluton, som gick i spetsen på sin bataljon, när den anföll en starkt befäst fientlig ställning i staden Meiktilas utkanter. Under löjtnant Judges ledning tog hans pluton tio fientliga värn, varvid han stupade när han ledde anfallet mot de återstående tre.